# 山中頼元
山中 頼元（やまなか よりもと、? - 天正18年11月16日（1590年12月12日））は、戦国時代の武将。後北条氏の家臣。仮名は彦四郎、官途は大炊助と称した。父は山中頼次。祖父は山中氏頼。

## 略歴
後北条家の御馬廻衆寄親を務めた。妻は北条氏照の娘・霊照院殿。
永禄6年（1563年）を最後に父の頼次の動向が確認できないため、この頃までに家督を相続した可能性がある。頼元は永禄12年（1569年）に武田信玄が駿河侵攻を開始した際、駿河国に出陣して戦功を挙げ、同年閏5月には北条氏政から感状を与えられている。父と異なり、天正14年（1586年）の時点で独立した軍団を与えられており、小田原衆として配属されている。天正12年（1584年）10月には上野国小泉城に援軍として派遣されている。これらの重用は氏照の娘婿であったためと見られており、相模国溝上下に化粧料も与えられている。
天正18年（1590年）の小田原征伐には参加したと思われるが、具体的な活動は不明である。7月に氏政と氏照が自殺した後、わずか4ヵ月後に頼元も死亡している。法名は慈光院殿松岸永秀大居士。